# Sefanja (profet)

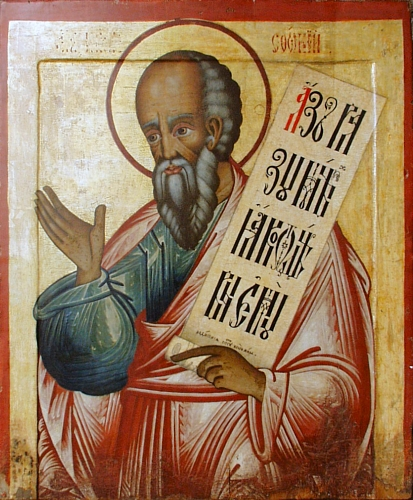
Sefanja, skildrad på en rysk ikon.

Sefanja eller Zefanias och Sofonias, är enligt Gamla testamentet en profet i egenskap av författare till Sefanjas bok. Han vördas som helgon i Östortodoxa kyrkan, med 3 december som åminnelsedag, respektive 16 december för gammelkalendarister.
I Sefanjas bok presenterar sig dess författare med namnet Sefanja, och uppger att han är son till Kushi, i sin tur Gedaljas son, varefter hans släktträd i ytterligare några generationer redovisas; Sefanja tillhörde enligt vissa traditioner antingen leviternas stam eller var ättling till kung Hiskia. Enligt de knapphändiga biografiska uppgifterna i boken verkade han under kung Josias regeringstid. Av stoffet i boken kan man dra slutsatsen att han verkade i Jerusalem. Namnet Sefanja betyder "Gud beskyddar" eller "Jah är mörker". Genom litterär analys har teologer försökt skapa sig en uppfattning om Sefanjas karaktär, men han skiljer sig inte nämnvärt från de övriga elva mindre profeterna i Gamla testamentet. Han verkar förtrogen med Femte Mosebok och med äldre profeter.
I den kristna ikonografin gestaltas Sefanja antingen med en lanterna, vilket anspelar på versen 1:12 "När den tiden kommer skall jag leta igenom Jerusalem med ljus och lykta", eller iklädd toga och med en bokrulle i handen med vers 3:14 synlig, "Jubla dotter Sion".
Det finns ytterligare flera personer med namnet Sefanja i Gamla testamentet.